# Eleccions a l'alcalde de Londres (2016)
Les eleccions a l'alcalde de Londres van tenir lloc el 5 de maig del 2016. Es votà tant la composició del Consell municipal com l'alcalde. L'alcalde sortint, Boris Johnson, havia optat per no presentar-se a la reelecció un cop havia estat elegit diputat al Parlament pel Partit Conservador. Els principals contendents van ser el candidat Conservador Zac Goldsmith, diputat i milionari, i el també diputat i membre del Partit Laborista Sadiq Khan. Tots dos van ser triats pels respectius partits la tardor del 2015. A banda hi hagué altres candidats amb un suport menor.
Sadiq Khan va guanyar les eleccions convertit-se en un dels primers alcaldes musulmans d'una gran ciutat d'Europa Occidental en l'Edat Contemporània.

## Candidats
| Selecció de candidat de Partit Laborista | Selecció de candidat de Partit Laborista | Selecció de candidat de Partit Laborista | Selecció de candidat de Partit Laborista | Selecció de candidat de Partit Laborista | Selecció de candidat de Partit Laborista | Selecció de candidat de Partit Laborista | Selecció de candidat de Partit Laborista | Selecció de candidat de Partit Laborista | Selecció de candidat de Partit Laborista | Selecció de candidat de Partit Laborista | Selecció de candidat de Partit Laborista | Selecció de candidat de Partit Laborista |
| Ronda                                    | Sadiq Khan                               | Sadiq Khan                               | Tessa Jowell                             | Tessa Jowell                             | Diane Abbott                             | Diane Abbott                             | David Lammy                              | David Lammy                              | Cristià Wolmar                           | Cristià Wolmar                           | Gareth Thomas                            | Gareth Thomas                            |
| Ronda                                    | Vots                                     | Percentatge                              | Vots                                     | Percentatge                              | Vots                                     | Percentatge                              | Vots                                     | Percentatge                              | Vots                                     | Percentatge                              | Vots                                     | Percentatge                              |
| ---------------------------------------- | ---------------------------------------- | ---------------------------------------- | ---------------------------------------- | ---------------------------------------- | ---------------------------------------- | ---------------------------------------- | ---------------------------------------- | ---------------------------------------- | ---------------------------------------- | ---------------------------------------- | ---------------------------------------- | ---------------------------------------- |
| Primera ronda                            | 32,926                                   | 37.5%                                    | 26,121                                   | 29.7%                                    | 14,798                                   | 16.8%                                    | 8,225                                    | 9.4%                                     | 4,729                                    | 5.4%                                     | No                                       | 1.2%                                     |
| Segona ronda                             | 33,141                                   | 37.8%                                    | 26,406                                   | 30.1%                                    | 14,957                                   | 17.0%                                    | 8,392                                    | 9.6%                                     | No                                       | 5.6%                                     |                                          |                                          |
| Tercera ronda                            | 34,813                                   | 40.0%                                    | 27,272                                   | 31.3%                                    | 15,878                                   | 18.2%                                    | No                                       | 10.5%                                    |                                          |                                          |                                          |                                          |
| Quarta ronda                             | 38,440                                   | 44.7%                                    | 29,785                                   | 34.6%                                    | No                                       | 20.7%                                    |                                          |                                          |                                          |                                          |                                          |                                          |
| Cinquena ronda                           | Sí                                       | 58.9%                                    | No                                       | 41.1%                                    |                                          |                                          |                                          |                                          |                                          |                                          |                                          |                                          |